# Рязанска област
Рязанска област е субект на Руската Федерация, в Централния федерален окръг. Площ 39 605 km2 (58-о място по големина в Руската Федерация, 0,23% от нейната площ). Население на 1 януари 2018 г. 1 121 474 души (46-о място в Руската Федерация, 0,76% от нейното население). Административен център град Рязан. Разстояние от Москва до Рязян – 196 km.

## Историческа справка
Първият град на територията на сегашната Рязянска област е град Переяславъл, основан през 1095 г., след това Переяславъл-Рязански, от 1777 г. – Рязан. През 1238 г. възниква Михайлов, официално утвърден за град през 1778 г. През 1467 г. е образуван град Городец Мешчерски, след това Касимов. През ХVІ в. възникват градовете Ряжск (1502 г., официално утвърден за град през 1776 г.) и Шацк (1553 г.). През 1663 г. е основан Скопин, утвърден за град през 1778 г., а същата година за град е утвърден и Спаск Рязански. останалите пет града в областта са признати за такива през ХХ в. На 14 януари 1929 г. Рязянска губерния е разформирована и влиза в състава на Централно-промишлената зона. Рязанска област е образувана на 26 септември 1937 г., като е отделена от състава на Московска област.

## Географска характеристика
Рязанска област се намира в централната част на Европейска Русия, в Централния федерален окръг. На запад граничи с Тулска област, на северозапад – с Московска област, на север – с Владимирска област, на североизток – с Нижегородска област, на изток – с Република Мордовия, на югоизток – с Пензенска област и на юг – с Тамбовска и Липецка област. в тези си граници заема площ от 39 605 km2 (58-о място по големина в Руската Федерация, 0,23% от нейната площ).
Областта е разположена в централната част на Източноевропейската равнина, в басейна на средното и отчасти на долното течение на река Ока (десен приток на Волга). Като цяло релефът е равнинен. Северната част на областта (покрай левия бряг на Ока) е заета от Мешчерската низина (височина от 80 – 100 m на север до 120 – 130 m на юг). Източната част (покрай десния бряг на Ока) попада в северната периферия на Окско-Донската равнина (височина до 180 m), а на запад се простират източните разклонения на Средноруското възвишение (височина до 237 m).
Климатът е континентален, с умерено студена зима и топло лято. Средна юлска температура 19,2 °C, средна януарска – от -11,5 °C на североизток до -10,3 °C на югозапад. Годишна сума на валежите 450 – 500 mm.
На територията на Рязанска област протичат 895 реки (с дължина над 1 km) с обща дължина 10 255 km и те принадлежат към два водосборни басейна: на река Волга 97% от територията на областта и на река Дон – 3%. Най-голямата река в областта е Ока (десен приток на Волга) с притоците си: леви – Пра, Гус; десни – Проня (с Ранова), Пара, Мокша (с Цна). В крайния югозападен ъгъл на областта, по границата с Липецка област преминава малък участък от течението на река Дон с левия си приток река Кочуровка. Реките в областта са с равнинен характер – малък наклон, ниска скорост на течението, добре развити заливни тераси и множество меандри. Подхранването им е смесено, с преобладаване на снежното. Водният им режим се характеризира с високо пролетно пълноводие, лятно-есенно маловодие, нарушавано от епизодични прииждания в резултат от поройни дъждове и ясно изразено зимно маловодие. Замръзват в края на ноември, а се размразяват в края на март или началото на април.
В областта има над 4300 езера и изкуствени водоеми с обща площ над 220 km2, като само 900 от тях са с площ по-голяма он 10 дка. В северните части са разпространени предимно езера с ледников произход, а в централните и южните части – крайречни езера, основно покрай река Ока. Срещат се и малки карстови езера. Най-голямото естествено езеро в областта е Великое (20,4 km2) в северната ѝ част, в басейна на река Пра. Най-големите изкуствени водоеми са Пронското (на границата с Тулска област) и Новомичуринското водохранилища по течението на река Проня.
Почвите са предимно подзолисти, сиви горски и деградирали черноземи. Горите заемат 24% от територията на областта, като значителни масиви са се съхранили в Мешчерската низина. Иглолистните гори са на север, а широколистните – на юг от долината на Ока. В горите обитават бялка, лисица, заек, вълк, дива свиня, лос, а реките и езерата са богати на риба.

## Население
На 1 януари 2018 г. населението на Рязанска област е 1 121 474 души (46-о място в Руската Федерация, 0,76% от нейното население). Гъстота 28,32 души/km2. Градско население 72%. При преброяването на населението на Руската Федерация през 2010 г. етническият състав на Рязанска област е бил следния: руснаци 1 023 919 души (95,1%), украинци 8894 (0,8%), мордовци 5564 (0,5%), арменци 5549 (0,5%) и др.

## Административно-териториално деление
В административно-териториално отношение Рязянска област се дели на 4 областни градски окръга, 25 муниципални района, 12 града, в т.ч. 4 града с областно подчинение (Касимов, Рязан, Сасово и Скопин) и 8 града с районно подчинение, и 21 селища от градски тип.
| Административна единица | Площ (km2) | Население (2018 г.) | Административен център | Население (2018 г.) | Разстояние до Рязан (в km) | Други градове и сгт с районно подчинение |
| ----------------------- | ---------- | ------------------- | ---------------------- | ------------------- | -------------------------- | ---------------------------------------- |
| Областни градски окръзи |            |                     |                        |                     |                            |                                          |
| І. Касимов              | 32         | 30 696              | гр. Касимов            | 30 696              | 156                        |                                          |
| ІІ. Рязан               | 224        | 537 622             | гр. Рязан              | 537 622             |                            |                                          |
| ІІІ. Сасово             | 24         | 25 747              | гр. Сасово             | 25 747              | 184                        |                                          |
| ІV. Скопин              | 31         | 27 348              | гр. Скопин             | 26 329              | 168                        |                                          |
| Муниципални райони      |            |                     |                        |                     |                            |                                          |
| 1. Александро-Невски    | 839        | 11 304              | сгт Александро-Невски  | 3771                | 150                        |                                          |
| 2. Ермишински           | 1342       | 7455                | сгт Ермиш              | 3765                | 245                        |                                          |
| 3. Захаровски           | 986        | 8299                | с. Захарово            | 2739                | 44                         |                                          |
| 4. Кадомски             | 986        | 7706                | сгт Кадом              | 5255                | 245                        |                                          |
| 5. Касимовски           | 2969       | 26 188              | гр. Касимов            |                     | 156                        | Гус Железни, Елатма, Синтул              |
| 6. Клепиковски          | 3235       | 24 050              | гр. Спас-Клепики       | 5411                | 67                         | Тума                                     |
| 7. Кораблински          | 1171       | 22 678              | гр. Кораблино          | 11 272              | 89                         |                                          |
| 8. Милославски          | 1397       | 12 463              | сгт Милославское       | 4312                | 241                        | Централни                                |
| 9. Михайловски          | 1841       | 32 350              | гр. Михайлов           | 10 340              | 68                         | Октябърски                               |
| 10. Пителински          | 953        | 5158                | сгт Пителино           | 2043                | 215                        |                                          |
| 11. Пронски             | 1070       | 29 767              | сгт Пронск             | 4813                | 69                         | гр. Новомичуринск                        |
| 12. Путятински          | 1008       | 7160                | с. Путятино            | 3047                | 122                        |                                          |
| 13. Рибновски           | 1407       | 36 732              | гр. Рибное             | 19 265              | 18                         |                                          |
| 14. Ряжки               | 1019       | 29 302              | гр. Ряжск              | 21 623              | 117                        |                                          |
| 15. Рязански            | 2170       | 57 964              | гр. Рязан              |                     |                            |                                          |
| 16. Сапожковски         | 960        | 10 130              | сгт Сапожок            | 3173                | 173                        |                                          |
| 17. Сараевски           | 2117       | 15 640              | сгт Сараи              | 5143                | 182                        |                                          |
| 18. Сасовски            | 1519       | 16 640              | гр. Сасово             |                     | 184                        |                                          |
| 19. Скопински           | 1736       | 25 363              | гр. Скопин             |                     | 168                        | Павелец, Побединка                       |
| 20. Спаски              | 2684       | 26 220              | гр. Спаск Рязански     | 6555                | 55                         |                                          |
| 21. Старожиловски       | 1007       | 17 175              | сгт Старожилово        | 5121                | 51                         |                                          |
| 22. Ухоловски           | 856        | 8907                | сгт Ухолово            | 4531                | 149                        |                                          |
| 23. Чучковски           | 896        | 7341                | сгт Чучково            | 2619                | 147                        |                                          |
| 24. Шацки               | 2400       | 20 993              | гр. Шацк               | 6029                | 195                        |                                          |
| 25. Шиловски            | 2390       | 38 341              | сгт Шилово             | 14 531              | 110                        | Лесной                                   |

## Личности
- Сергей Александрович Есенин (на руски Сергей Александрович Есенин) е роден на 3 октомври (21 септември стар стил) 1895 в Константиново (днес Есенино), село в Рязанска област. Починал на 28 декември 1925 година в Санкт Петербург.
- Константин Едуардович Циолковский е руски учен и философ от полски произход. Роден е на 17 септември 1857 г. в село Ижевское до град Рязан. Починал на 19 септември 1935 година в град Калуга.

## Селско стопанство
Растениевъдството е 60% от тази индустрия. Отглеждат се зърнени култури; фуражни и технически култури, картофи и зеленчуци. Животновъдството в областта включва отглеждане на добитък и свине за разплод.
| хиляди хектара | 1938 | 1687 | 1407,3 | 994,2 | 808,2 | 771,1 | 858,8 |